# Daniel Donovan (théologien)
Pour les articles homonymes, voir Dan Donovan et Daniel Donovan.
Daniel Lawrence Donovan dit Dan Donovan, né à Toronto le 19 mai 1937, est un prêtre catholique, théologien et collectionneur d'art canadien. 
Professeur de théologie systématique à l'Université de St. Michael's College

## Œuvres
- (en) Daniel Donovan, The Church As Idea and Fact, Wilmington (Delaware), Michael Glazier, coll. « Zacchaeus Studies : Theology », 1988, 95 p. (ISBN 978-0814656853)
- (en) Daniel Donovan, A Time of Grace : One Family's Experience With Chronic Care, Paulist Press, 1991, 98 p. (ISBN 978-0809131648)
- (en) Daniel Donovan, What are They Saying about the Ministerial Priesthood?, Paulist Press, 1994, 149 p. (ISBN 0-8091-3318-0, lire en ligne)
- (en) Daniel Donovan, Distinctively Catholic : An Exploration of Catholic Identity, Paulist Press, 1997, 210 p. (lire en ligne)
- (en) « Church and Theology in the Modernist Crisis », Proceedings of the Catholic Theological Society of America, no 40,‎ 1985, p. 145-159 (lire en ligne, consulté le 12 mai 2017).

### Articles externes
- Notices d'autorité :   - VIAF
  - ISNI
  - LCCN
  - GND
  - NUKAT
  - WorldCat

- About the collector, The Dan Donovan Collection, Université de Toronto